# Dasychira demaculata
Dasychira demaculata är en fjärilsart som beskrevs av Embrik Strand 1915. Dasychira demaculata ingår i släktet Dasychira och familjen tofsspinnare. Inga underarter finns listade i Catalogue of Life.